# Курітенга
Курітенга (фр. Kouritenga) — одна з 45 провінцій Буркіна-Фасо. Входить до складу Східно-Центрального регіону країни. Адміністративний центр провінції — місто Купела. Площа провінції становить 2622 км².

## Населення
За даними на 2013 рік чисельність населення провінції становила 409 462 осіб.
Динаміка чисельності населення провінції по роках:
| 1996   | 1997   | 2005   | 2006   | 2013   |
| ------ | ------ | ------ | ------ | ------ |
| 250117 | 250699 | 315517 | 330342 | 409462 |

## Адміністративний поділ
В адміністративному відношенні поділяється на 9 департаментів:
- Андемтенга
- Баскуре
- Діалгайє
- Гунгін
- Кандо
- Купела
- Пойтенга
- Тансобентенга
- Ярго